# La Chaise électrique
Pour plus de détails, voir Fiche technique et Distribution.
La Chaise électrique (Sedia elettrica) est un poliziottesco italien réalisé par Demofilo Fidani et sorti en 1969.

## Synopsis
À Chicago, le meurtre d'un mafioso conduit son frère à décider de le venger. La guerre entre les familles mafieuses se poursuit, jusqu'à ce que la chaise électrique vienne l'interrompre.

## Fiche technique
- Titre français : La Chaise électrique[1]
- Titre original italien : Sedia elettrica[2]
- Réalisation : Demofilo Fidani (sous le nom de « Miles Deem »)
- Scénario : Fabrizio Diotallevi, Demofilo Fidani, Maria Rosa Valenza (sous le nom de « Mila Vitelli Valenza »)
- Photographie : Sergio D'Offizi (it)
- Montage : Piera Bruni
- Musique : Marcello Gigante
- Décors : Maria Rosa Valenza (sous le nom de « Mila Vitelli Valenza »)
- Production : Maria Rosa Valenza
- Société de production : Tarquinia Film
- Pays de production :  Italie
- Langue originale : italien
- Format : couleurs - 2,35:1 - Son mono - 35 mm
- Genre : poliziottesco
- Durée : 90 minutes
- Date de sortie :
  - Italie : 23 août 1969
  - France : 14 octobre 1970

## Distribution
- Reza Beyk Imanverdi (sous le nom de « Big I. Verdi ») : Fred Boston, « le solitaire »
- Špela Rozin (sous le nom de « Sheila Rosin ») : Fanny
- Dino Strano (sous le nom de « Dean Stratford ») : Johnny Bello
- Simonetta Vitelli (sous le nom de « Simone Blondell ») : Marge
- Silvio Noto : Doc
- Franco Ricci Gardenia
- Luciano Conti (acteur)
- Lino Coletta : un barman
- Piero Del Papa : Tiger, le boxeur
- Paolo Figlia (sous le nom de « Frank Fargas ») : un homme de main de Johnny
- Franco Licastro
- Amir Jeffrey
- Mariella Palmich